# 松原湖温泉
松原湖温泉（まつばらこおんせん）は、長野県南佐久郡小海町にある温泉。正式名は北八ヶ岳松原湖温泉。八ヶ岳の稲子岳の山麓にあり、近くには松原湖がある。

## 泉質
- ナトリウム - マグネシウム - カルシウム - 炭酸水素塩泉（中性低張性高温泉）
  - 源泉温度49℃

## 温泉街
宿泊施設は小海リエックスのみで温泉街はない。町営の日帰り入浴施設として八峰の湯（やっほーの湯）がある。なお、近くには八ヶ岳登山口の一つである稲子湯という温泉があるが泉質温度ともに違う源泉である。

## 歴史
2000年にボーリングで源泉を開発。源泉地は「松原湖高原カラマツの湯」と命名。小海リエックスと小海町で2:8の割合で源泉利用しており、2007年夏に八峰の湯が完成。
なお、八峰の湯は2022年度から床や天井の張り替えなど大規模改修を行うため一時休館となる（工事終了時期未定）。

## アクセス
- JR小海線小海駅より小海町営バスで約30分。